# فأراويات متغايرة
فأراويات متغايرة (الاسم العلمي:Heteromyinae) هي أسرة من القوارض تتبع فصيلة الفئران المتغايرة

## قبائل
- فأراوية متغايرة (الاسم العلمي: Heteromyini)

## أجناس
- فأر ناعم (الاسم العلمي:Liomys) ويضم خمسة أنواع
- فأر متغاير (الاسم العلمي:Heteromys)